# Brian Haw
Brian William Haw (7 de enero de 1949-18 de junio de 2011) fue un activista y pacifista inglés fundador de la campaña por la paz, Parliament Square Peace Campaign, en reacción a las políticas exteriores del Reino Unido y Estados Unidos. Comenzó su protesta antes de los ataques del 2001, y se convirtió en un símbolo del movimiento antiguerra de Afganistán e Irak. Fue votado la figura política más inspiradora del año en los Channel 4 Political Awards del 2007.

## Primeros años
Nació en Woodford Green, Londres, un gemelo y el mayor de cinco. Creció en el vecindario Barking y en Whitstable, Kent. Su padre, que había sido uno de los soldados Británicos en entrar en el campo de concentración Bergen-Belsen, trabajó en una oficina de apuestas. Se suicidó con gas cuando Haw tenía 13 años. Haw fue aprendiz de constructor de barcos desde los 16 años y luego entró a la Marina mercante como marinero de cubierta.

## Vida personal
Como un cristiano evangélico, Haw visitó Irlanda del Norte durante The Troubles como también The Killing Fields de Camboya. Haw trabajó con jóvenes con problemas en Redditch, Worcestershire, donde vivió con su esposa Kay y sus siete hijos hasta que los dejó en 2001 para comenzar su protesta, acampando en Parliament Square, hasta su muerte 10 años después.
La pareja se divorció en 2003.

## Arresto del 25 de mayo de 2010
El 25 de mayo de 2010, el día la Ceremonia de apertura del Parlamento del Reino Unido, Haw fue arrestado a las 8:30 a. m.

## Enfermedad y muerte
En septiembre de 2010, Haw fue diagnosticado con cáncer de pulmón. El 1 de enero de 2011, dejó Inglaterra para recibir tratamiento en Berlín. Haw, que se describió como un fumador empedernido, continuó fumando cigarrillos hasta su muerte. Haw murió en Alemania en horas tempranas del 18 de junio de 2011 de cáncer de pulmón. Le sobreviven siete hijos.
Como respuesta de la muerte de Haw, Tony Benn dijo, «Brian Haw era un hombre de principios [...] su muerte marca el fin de una empresa histórica por un hombre que dio todo para apoyar sus creencias.» En su muerte, Al Jazeera lo describió como un «héroe anónimo».